# بحيرة الزفت

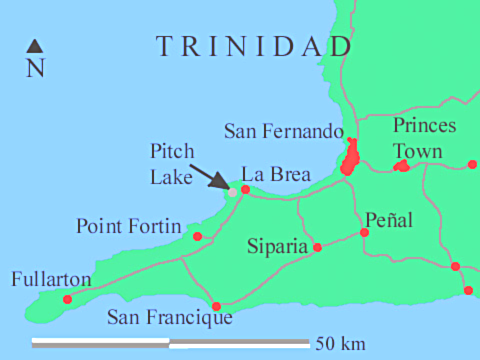
خريطة تظهر موقع بحيرة الزفت في ترينيداد.

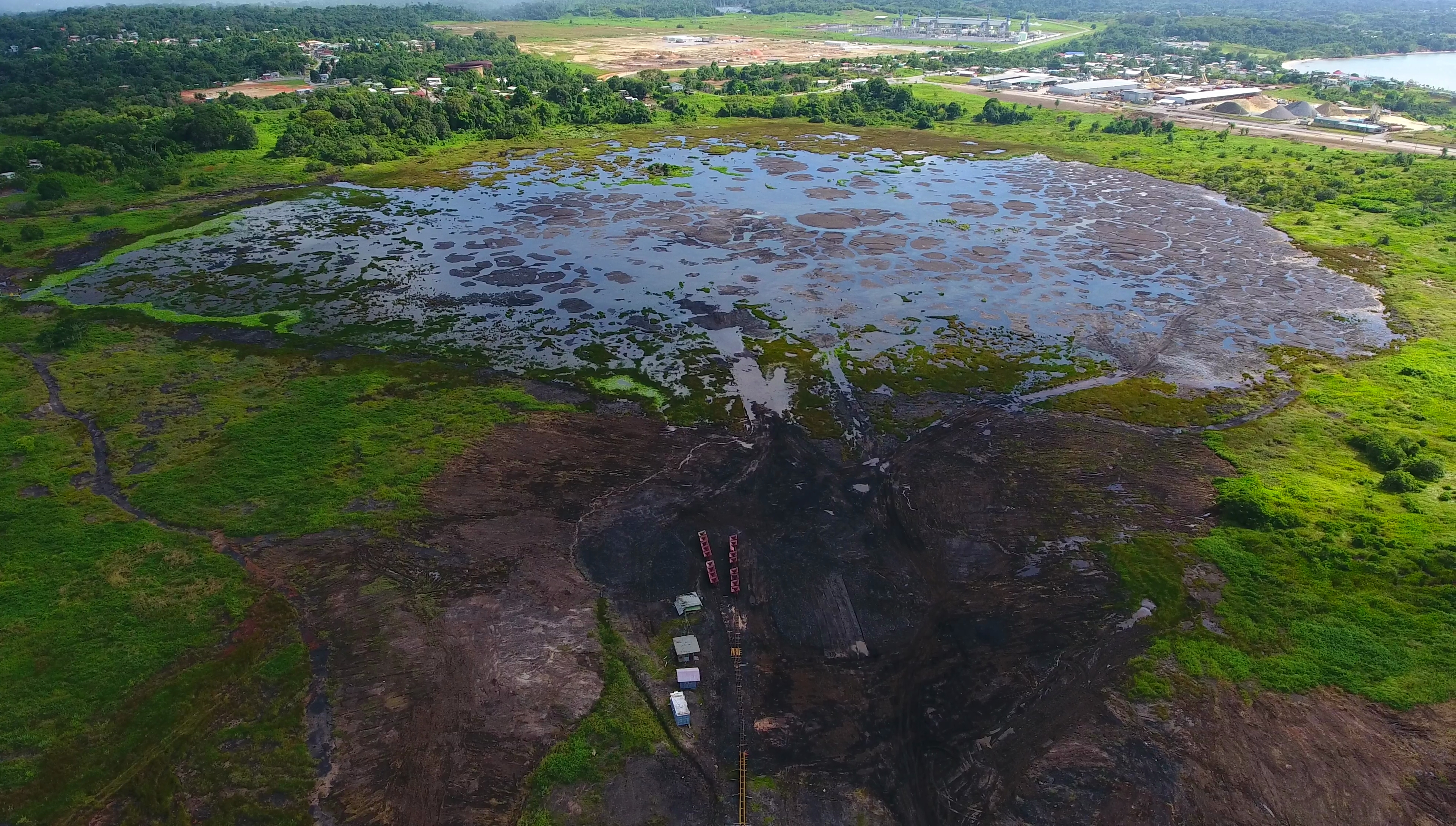
بحيرة الزفت سنة 2016

بحيرة الزفت (أو بحيرة القطران) هي حفرة قطران طبيعية من الأسفلت في ترينيداد، وتعد الأكبر من نوعها في العالم، إذ تقدر كمية الزفت الطبيعي الموجود فيها بحوالي 10 ملايين طن.
يقع هذا التجمع الأسفلتي في قرية لا بريا في منطقة سيباريا جنوبي غربي ترينيداد.
يبلغ مساحة البحيرة حوالي 100 أكر ويصل عمقها إلى حوالي 250 قدم.